# Regina Plañiol
María Regina Plañiol de Lacalle (Madrid, 20 de marzo de 1959) es una política española, consejera de Presidencia y Justicia de la Comunidad de Madrid hasta su cese el 29 de septiembre de 2012. Es miembro del Partido Popular, de cuya organización regional en Madrid es presidenta de la Comisión Regional de Estudios de Familia y Asuntos Sociales.

## Biografía
Nació en Madrid en el 20 de marzo de 1959. Abogada, es licenciada en Derecho por la Universidad Complutense de Madrid en 1981. Ha desarrollado su actividad profesional en la rama de Recursos Humanos en empresas como Metro de Madrid, donde fue Jefe de Servicio de Personal, en AXA Seguros como directora general y miembro del Comité de Dirección y en Argentaria y BBVA como directora general Adjunta y Directora de Recursos Humanos y de Organización. 

### Vida personal
Reside actualmente en Madrid, donde estableció su residencia junto a su marido Fernando, con el que lleva 28 años de matrimonio. Tiene 3 hijos.

### Actividad política
Ha sido viceconsejera de Familia y Asuntos Sociales de la Administración de la Comunidad de Madrid durante el gobierno de Aguirre durante las dos últimas[¿cuál?] legislaturas. En el Partido Popular es miembro del Comité Ejecutivo Regional y presidenta de la Comisión Regional de Estudios de Familia y Asuntos Sociales.
Es diputada de la Asamblea de Madrid desde 2007, y desde junio de 2011 hasta septiembre de 2012 fue Consejera de Presidencia y Justicia de la Comunidad de Madrid.
El 21 de enero de 2015 juró de nuevo el cargo de diputada de la Asamblea de Madrid al sustituir a Antonio González Terol.